# Seat Altea Freetrack
Le Seat Altea Freetrack est un 4x4 de la marque espagnole Seat et est étroitement dérivé du monospace Altea XL, version longue de l'Altea. Il a été lancé en septembre 2007 et reprend largement du concept car du même nom dévoilé la même année.

## L'Altea Freetrack Prototipo

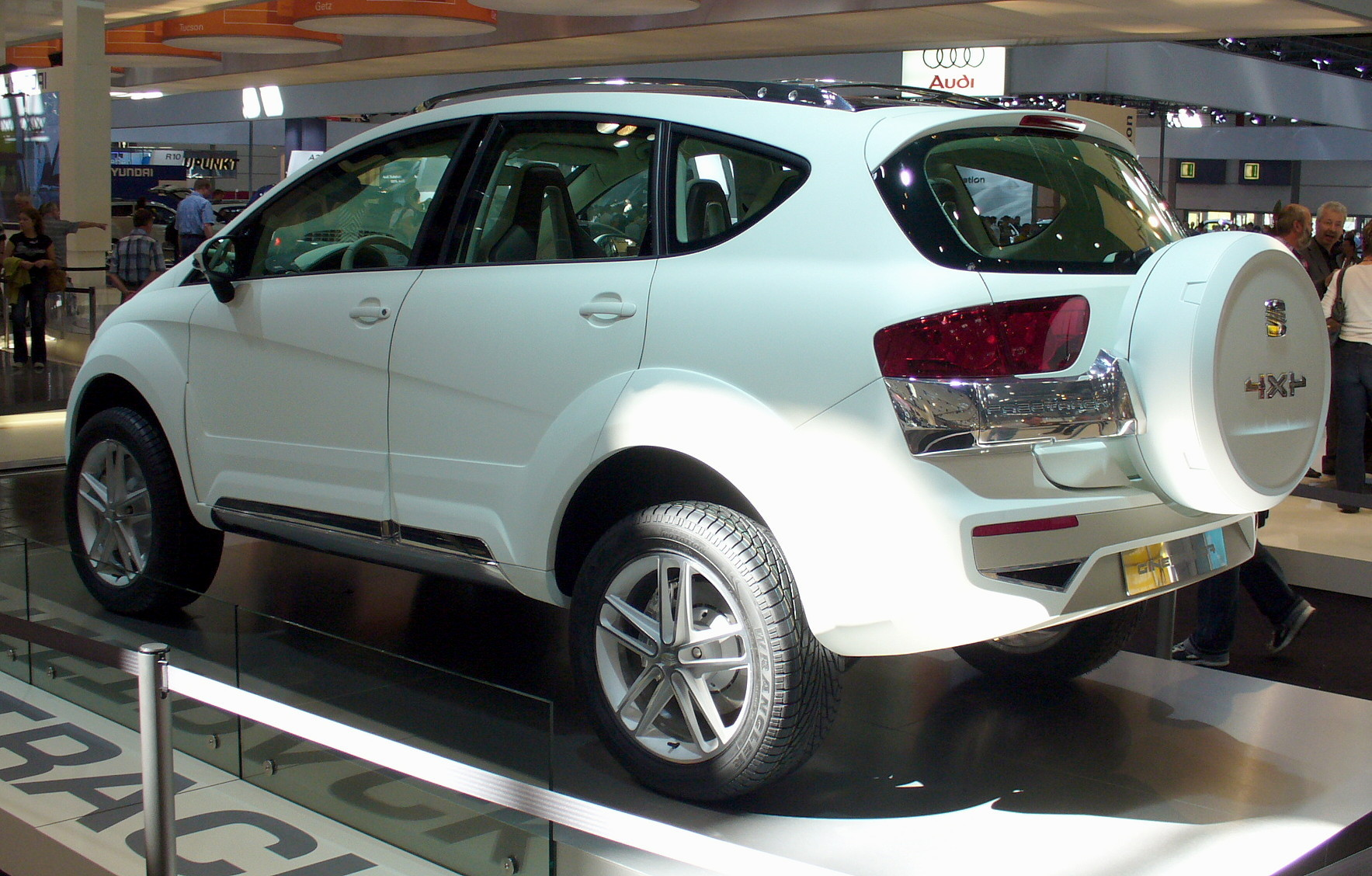
Altea Freetrack Prototipo

Le prototype Altea Freetrack a été dévoilé en mars 2007 lors du Salon de Genève. Il a préfiguré le modèle de série qui lui reprend pratiquement tout son design. Ce concept-car est motorisé par un moteur 2,0 L TFSi essence développant 240 ch.
Voir Seat Altea Freetrack Prototipo.

## Motorisations
L'Altea Freetrack est disponible avec trois moteurs :
- 2,0 L TFSi/TSi 200 ch.
- 2,0 L TDi 140 ch.
- 2,0 L TDi 170 ch.

Il offre le choix entre deux roues motrices (TDi 140) ou une transmission intégrale (sur tous les moteurs).
NB: Un TSi avec seulement deux motrices existe est aussi disponible, comme en Russie mais pas en Europe de l'Ouest

## Gamme & Prix (2009)[1]
L'Altea Freetrack existe en quatre versions :
- 2,0 L TSi 4WD : 29 665 €.
- 2,0 L TDi 140 2WD : 27 275 €.
- 2,0 L TDi 140 4WD : 29 335 €.
- 2,0 L TDi 170 4WD : 30 675 €.

## Galerie photos

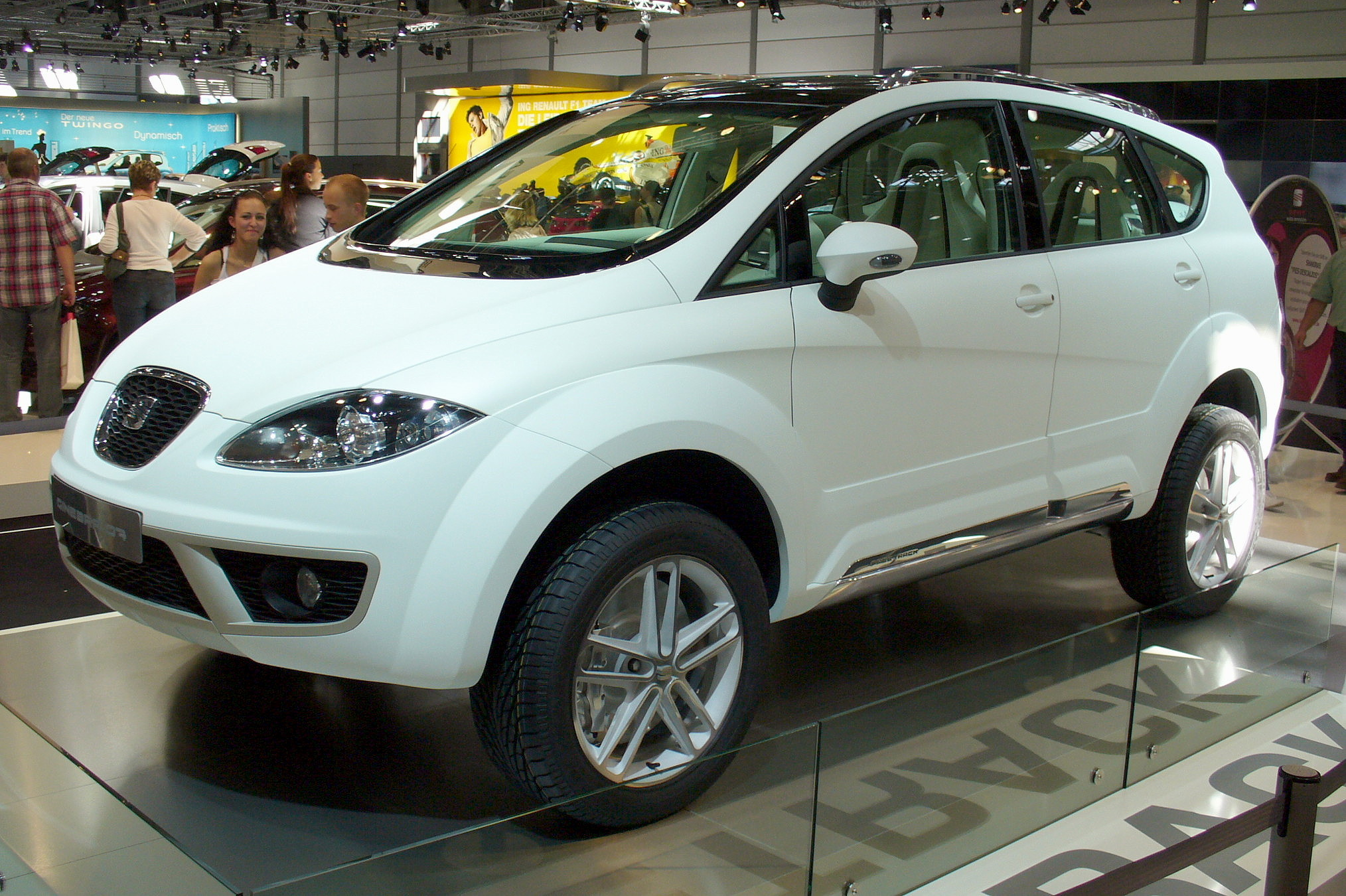
Altea Freetrack Prototipo
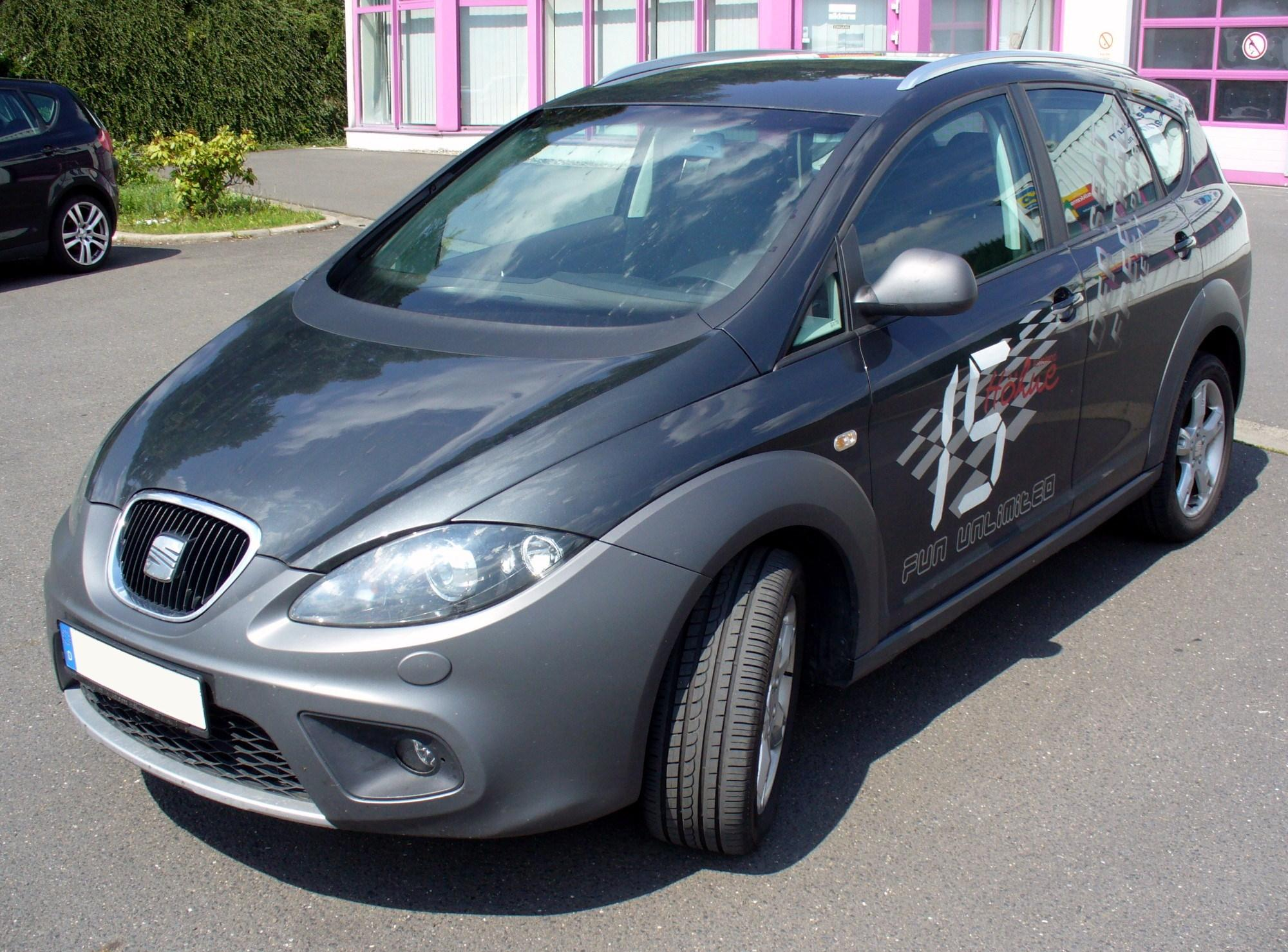
Altea Freetrack
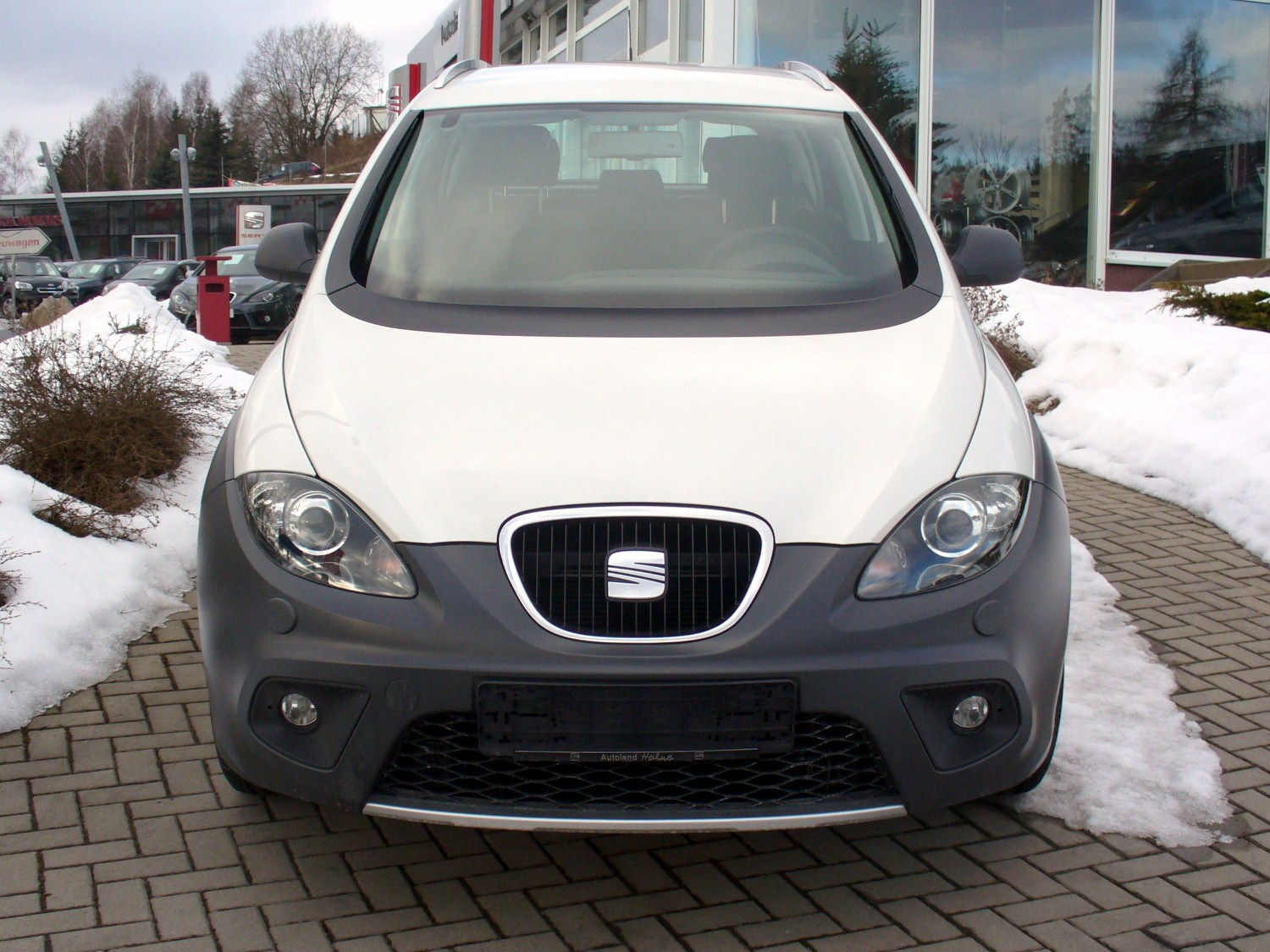
Altea Freetrack
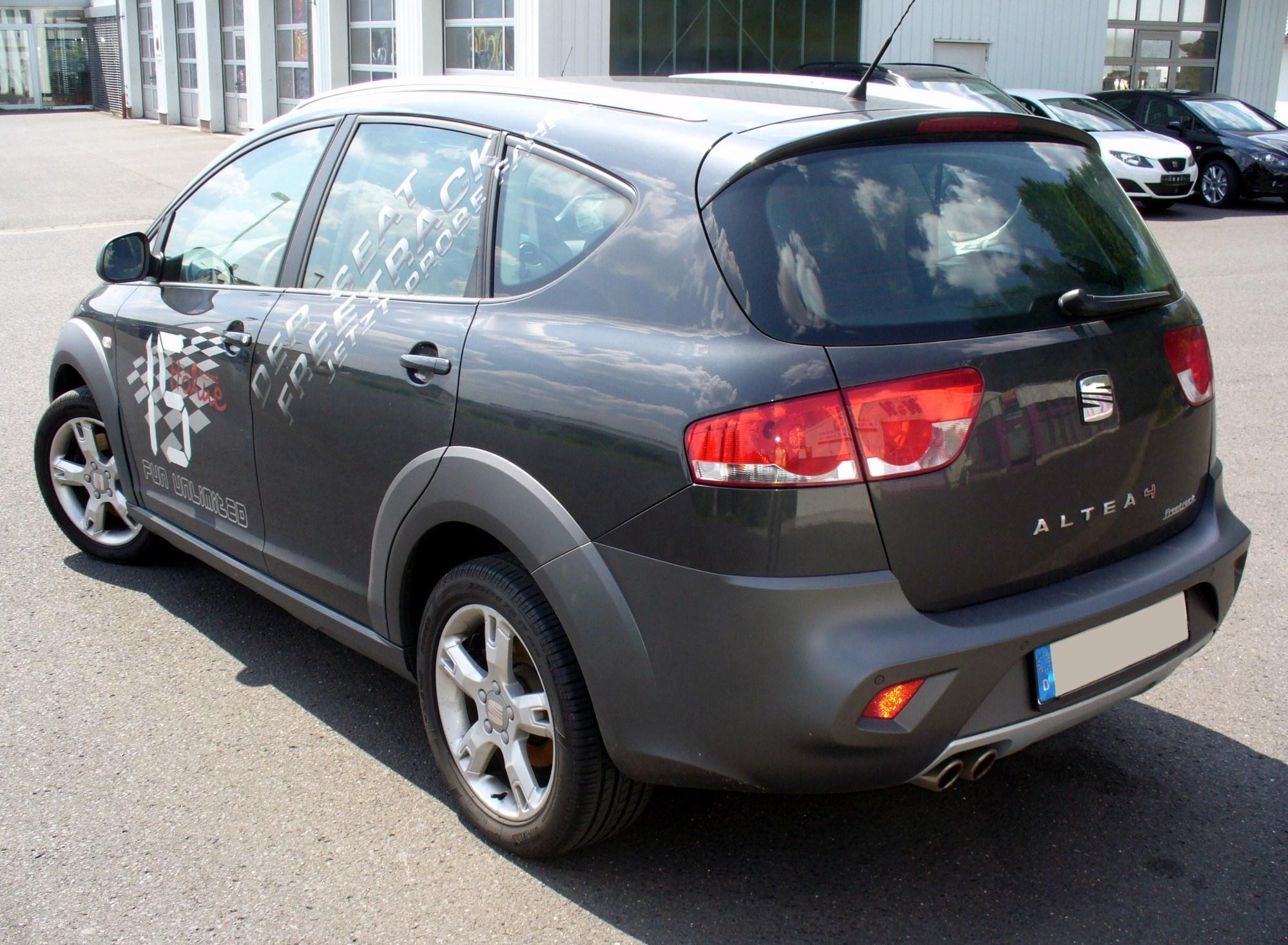
Altea Freetrack
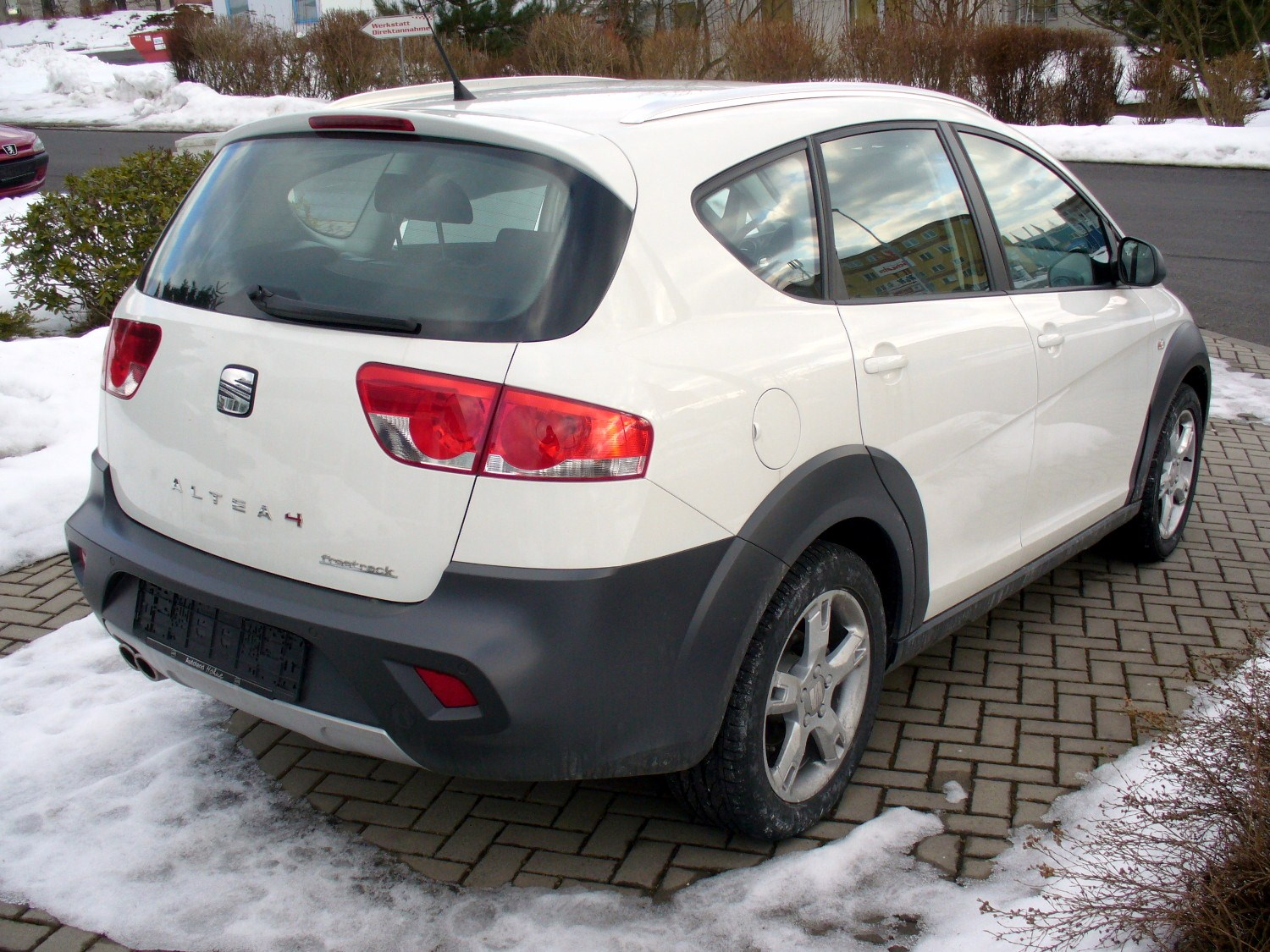
Altea Freetrack